# La Asunción de la Virgen (Donatello)

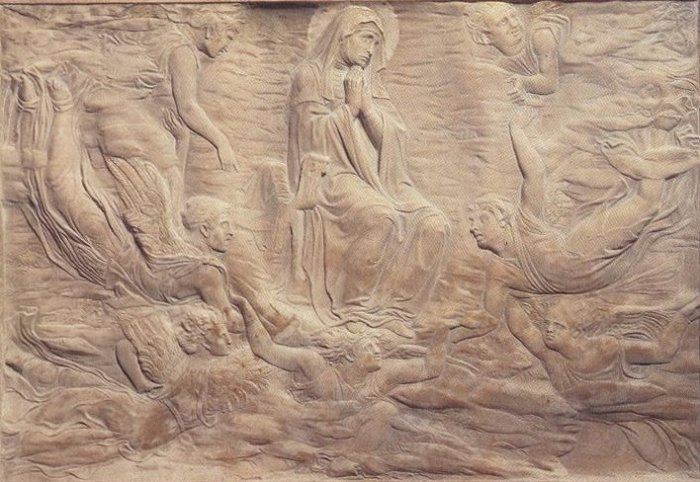
La Asunción de la Virgen de Donatello.

La Asunción de la Virgen de Donatello es un relieve "stiacciato" de mármol blanco (53,5 x78 cm), que forma parte de la tumba Brancacci en la Iglesia de Sant'Angelo a Nilo, en Nápoles. Data de 1426-1428. 

## Historia
El relieve rectangular, se encuentra en el centro de la parte frontal de la tumba del cardenal Rainaldo Brancacci y es uno de los pocos elementos del monumento con certeza atribuido a Donatello, que realizó el encargo de la obra junto a Michelozzo y otros ayudantes. Para trabajar en el monumento Donatello y Michelozzo habían alquilado un taller en Pisa en 1426, una vez finalizada la obra se envió en 1428, por barco a Nápoles. 
La elección del tema de la Asunción es inusual para un monumento funerario. Es posible que se tratara de una petición explícita del cardenal que estaba muy vinculado con la Basílica de Santa María la Mayor en Roma. En esta iglesia se vivía con intensidad la festividad de la Asunción de la Virgen.

## Descripción
El bajorrelieve en el centro, muestra una enérgica y firme Virgen María, que está sentada en un trono cubierto con un paño y, con las manos juntas en actitud de oración, ascendiendo a los cielos llevada por un grupo de ángeles dispuestos en un semicírculo alrededor de una nube. Hay referencias a la iconografía tradicional, como en la puerta de la Mandorla de la catedral de Florencia, pero Donatello evita la luz dorada alrededor de la Virgen. Mucho más que en la labor de Nanni di Banco realizada veinte años antes, es fácil percibir el esfuerzo expresivo de los ángeles que participan en el transporte. Las posiciones de los ángeles son muy originales y diferentes, a pesar de la concesión a una equilibrada simetría entre la derecha y la izquierda. Las figuras son tratadas de una manera original, casi gráfico, con algunas nubes en bajísimo relieve, una verdadera prueba de virtuosismo del artista. 
La expresión de la Virgen es intensa y emocionalmente expresiva, como en las mejores obras de Donatello, que se presenta para mostrar la composición y la aceptación consciente de su destino. No ha idealizado características de la Virgen, la muestra como una mujer de edad avanzada. Su figura es la de mayor relieve (se habla sin embargo, que no sobresale más de 10 milímetros), la creación de sombras oscuras en torno a los brazos, la cara y los ojos en las ranuras, hace aumentar el contraste de su expresividad.